# Radoy Ralin Peak
Der Radoy Ralin Peak (englisch; bulgarisch връх Радой Ралин wrach Radoj Ralin) ist ein 720 m hoher Berg auf der Livingston-Insel im Archipel der Südlichen Shetlandinseln. Im Levski Ridge der Tangra Mountains ragt er 0,64 km östlich des Cherepish Ridge, 1,6 km nördlich des helmet Peak und 1,9 km nordwestlich des Plovdiv Peak auf.
Bulgarische Wissenschaftler kartierten ihn zwischen 2004 und 2005. Die bulgarische Kommission für Antarktische Geographische Namen benannte ihn 2005 nach dem bulgarischen Schriftsteller Radoj Ralin (eigentlich Dimitar Stojanow, 1923–2004).